# Kinapære
Kinapære (Pyrus calleryana), også skrevet Kina-Pære, er et mellemstort, løvfældende træ med en smal, næsten ægformet krone. Grenene er stive og opstigende med talrige grentorne.

## Beskrivelse
Barken er først glat og grøn. Senere bliver den grå og opsprækkende. Til sidst er den opdelt i små, firkantede barkfelter. Knopperne er spredte, ret små og fint behårede. Bladene er ægformede med tydelig spids og fint savtakket rand. Oversiden er mørkegrøn og blank, mens undersiden er lysegrøn og næsten hårløs.
Bladene sidder længe og falder grønne af. Blomsterne sidder få sammen i små halvskærme. De enkelte blomster er hvide. Frugterne er brune med prikker, ærtestore og sidder på lange stilke. Frøene modner i reglen godt og spirer villigt.
Rodnettet består af kraftige, kødede hovedrødder, som når langt ud og dybt ned. Kinapære fremkalder jordtræthed.
Højde x bredde og årlig tilvækst: 10 x 6 m (40 x 25 cm/år).

## Hjemsted
Kinapære vokser i lyse bjergskove og krat på veldrænet bund i det centrale Kina (Hubei-provinsen), hvor den optræder sammen med bl.a. ildtorn, skæbnetræ, blå ene, elefantgræs, etagekornel, glasbær, julianes berberis, pernykristtorn, pilebladet dværgmispel, ranunkelbusk, rynkeblad, smuk pieris og tempeltræ.

## Sorter
Træet tilbydes ofte podet på de traditionelle pæregrundstammer: Vildpære og Kvæde 'A'. Dette medfører problemer med fordrageligheden. Kinapære bør stå på egen rod eller (hvis det er sorterne) podes på frøformerede Kinapære-grundstammer.
- 'Bradford' – et stærkt, mellemstort træ med en rig og tidlig blomstring.
- 'Chanticleer' – et smalkronet træ med god (rød) høstfarve.

## Sygdomme
Planten angribes af Ildsot-bakterier.
- Wikispecies har taksonomi med forbindelse til  Kinapære